# Cinéma tchécoslovaque
Les informations sur le cinéma tchécoslovaque sont à trouver dans les articles :
- cinéma tchèque,
- cinéma slovaque.

### Listes
- (en) Liste chronologique des films tchécoslovaques
- (en) Liste chronologique des films tchèques
- (en) Liste chronologique des films slovaques
- Česko-Slovenská filmová databáze (base de données en ligne sur le cinéma tchèque, slovaque et tchécoslovaque)